# Дол Гулдур
Дол Гулдур је, у измишљеном универзуму Џ. Р. Р. Толкина, било утврђење Мрачног господара Саурона, у којем је вековима обитавао после свог првог пада. У то време је био врло ослабљен и скривао је свој идентитет од других, који су га звали Волшебником. Дол Гулдур се налазио на југозападу Мрке шуме и окупљао је Сауронове слуге и друга зла створења.

## Историја
Место на којем је подигнут Дол Гулдур звало се Амон Ланк, што је на вилењачком значило Голо брдо. То је била највиша тачка југозапада велике Зелен-шуме, а име је добила по томе што на њеном врху није расло дрвеће.
Саурон је, након свог пада у Рату последње алијансе на крају Другог раздобља, остао скривен у облику сенке, побегавши на Исток. Дуго није могао да узме видљиви лик. После више од хиљаду година, Сауронова сенка се појавила у Зелен-шуми, у новоизграђеном Дол Гулдуру. Помрачила је околину, те је Зелен-шума променила назив у Мрка шума. Међутим, нико није схватио да је биће које обитава у Дол Гулдуру Саурон, већ се сматрало да је то вештац који примењује црну магију. Сам назив Дол Гулдур значио је Брдо Волшебништва, а Саурона су звали Волшебником.
У време повратка Сауронове сенке, у Средњој земљи су се појавили Истари, изасланици Валара. Њихов задатак је био да спрече евентуални Сауронов повратак и боре се против њега ако до тога дође. Најопрезнији међу Истарима био је Гандалф, који је први посумњао у сенку Дол Гулдура. Моћ те тврђаве је све више јачала, те је Гандалф 2063. године трећег раздобља одлучио да је посети и суочи се са Волшебником. Саурон, још увек слаб, је побегао пред Гандалфом на Исток. Тада је почео опрезни мир, који је трајао четири века. Међутим, 2460. године, ојачани Саурон се вратио у Дол Гулдур.
Патуљак Траин, син Трора, краља под Самотном планином, је 2841. био заробљен у Дол Гулдуру, јер је поседовао један од седам патуљачких прстенова моћи. Гандалф је поново посетио то место девет година касније и са сигурношћу се уверио да је сенка која тамо обитава Саурон. Наредне године Гандалф је предложио Белом савету да се нападне Дол Гулдур док непријатељ још није ојачао, али му се дуго противио старешина Савета, Саруман. Тек деведесет година касније је издејствован напад Белог савета на Дол Гулдур, али је Мрачни господар предвидео тај потез и побегао у Мордор. 
Иако се после повлачења у Мордор Саурон отворено појавио и почео да прикупља војску, у своју бившу тврђаву је послао неколико Назгула, Утвара Прстена, предвођених Камулом, да је поново заузму. Они су успели у томе. Током Рата за Прстен војска Дол Гулдура је нападала вилењачког краља Трандуила, као и шуму Лотлоријен, у којој је живела господарица Галадријела. Након Сауроновог пораза, Галадријела и Келеборн су у потпуности уништили Дол Гулдур, очистивши Мрку шуму.